# Main operating base
La Main Operating Base (acronimo MOB) è una base militare definita come "base con personale permanente, ben protetta, utilizzata per supportare forze dispiegate in modo permanente e con un robusto accesso al mare e/o dall'aria".

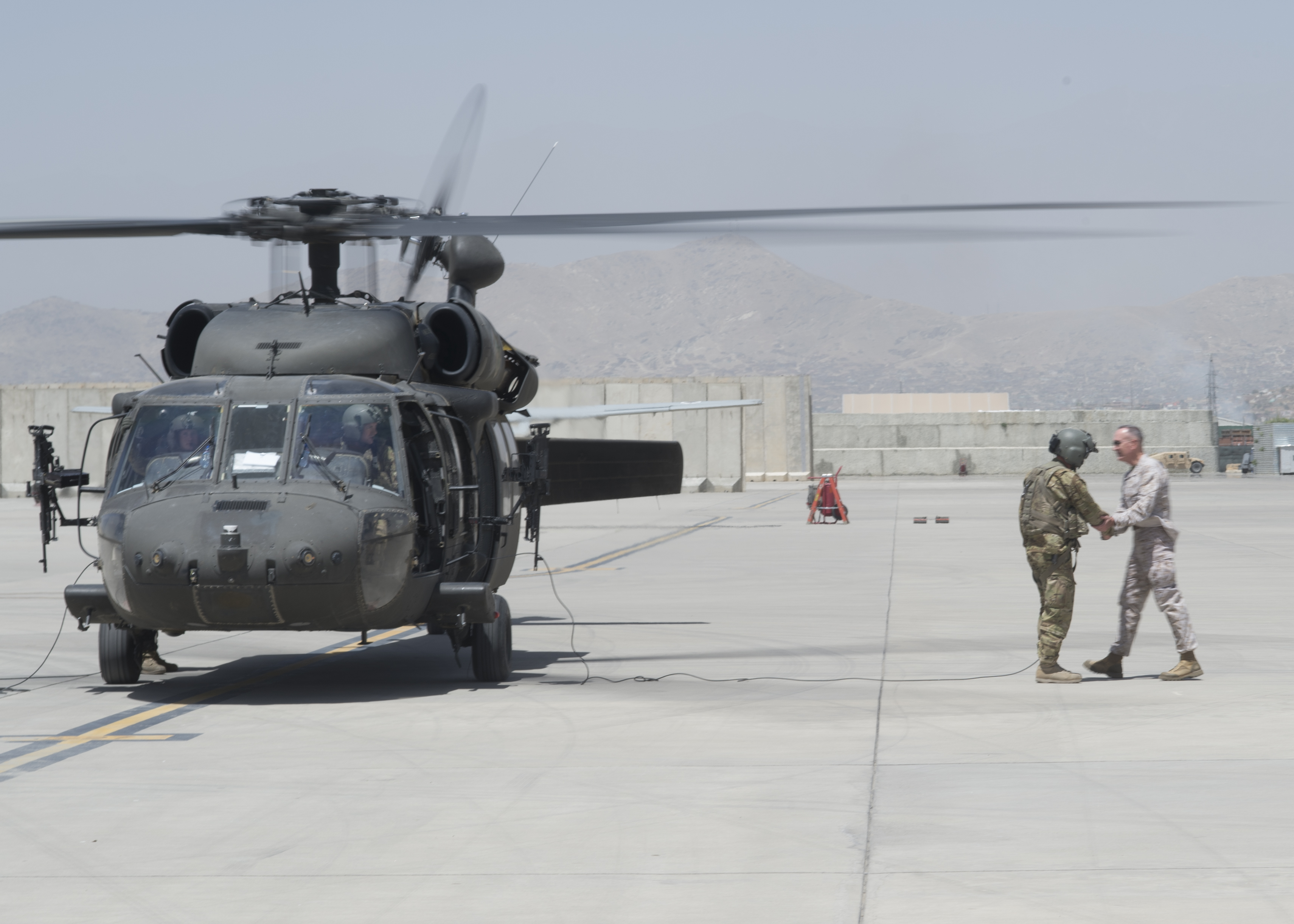
La main base USA di Bagram in Afghanistan

Questo termine è stato utilizzato per differenziare le principali strutture strategiche militari, soprattutto all'estero, da posizioni tattiche di emergenza più piccole o meno sicure o con personale temporaneo, come le basi operative avanzate (FOB) o i siti operativi avanzati (FOS). Può essere interforze, cioè con personale di diverse forze armate di un singolo stato, ma anche di una coalizione militare.

## Italia
In Italia la definizione indica anche le basi aeree dell'Aeronautica militare italiana strettamente destinate alle esigenze di difesa nazionale, individuati con decreto ministeriale del Ministero della difesa italiano nel 2008. 
Il decreto ministerialeindividua due categorie di aeroporti militari: le Main Operating Base (MOB) e le Deployement Operating Base (DOB). 
Le MOB dell'AMI sono divise in due gruppi:
- aeroporti ad uso pieno ed esclusivo militare su cui sono svolte le attività fondamentali dell'Aeronautica militare, che non possono essere riallocate pena il decadimento operativo della funzione assolta:
  - Amendola (in provincia di Foggia),
  - Aviano (in provincia di Pordenone),
  - Cameri (in provincia di Novara),
  - Decimomannu (in provincia di Cagliari),
  - Galatina (in provincia di Lecce),
  - Ghedi (in provincia di Brescia),
  - Gioia del Colle (in provincia di Bari),
  - Istrana (in provincia di Treviso),
  - Aeroporto di Pratica di Mare (in provincia di Roma),
  - Rivolto (in provincia di Udine),
  - Sigonella (in provincia di Catania).

- aeroporti militari nel quale l'apertura al traffico civile in atto può essere ampliata a condizione che dall'espansione non derivino limitazioni allo svolgimento dei compiti istituzionali delle Forze armate e nuovi o maggiori oneri a carico del bilancio del Ministero della difesa. 
  - Grosseto,
  - Pisa,
  - Viterbo.

L'attività di volo civile è pienamente interdetta per il primo gruppo e parzialmente ammessa per il secondo.